# Place du marché de Vaasa
La place du marché de Vaasa (finnois : Vaasan kauppatori) est une place du  centre-ville  de Vaasa en Finlande.

## Présentation
La place du marché de Vaasa est située dans le quartier central de Vaasa. 
La place du marché est entourée par les esplanades Vaasanpuistikko et Hovioikeudenpuistikko, les centres commerciaux Rewell et Espen, la halle du marché de Vaasa, le centre d'affaires Hartman et le K-Citymarket.
La statue de la liberté de Finlande est érigée en 1938 sur la place du marché.
Sous la place se trouve l'aire de stationnement Toriparkki, qui compte 841 places de stationnement sur deux étages.

## Galerie

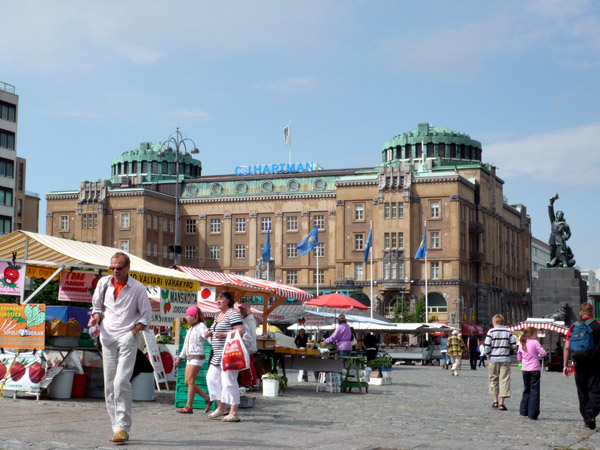
La place du marché de Vaasa, au fond le centre commercial Hartman, à droite, la statue de la Liberté.